# 霍氏副獅子魚
霍氏副獅子魚，為輻鰭魚綱鮋形目杜父魚亞目獅子魚科的其中一種，分布於澳洲塔斯馬尼亞島海域，棲息深度1140-1160公尺，體長可達12.4公分，為深海底棲性魚類，屬肉食性，生活習性不明。

## 擴展閱讀
維基物種上的相關：霍氏副獅子魚